# Danh sách sinh vật theo quần thể

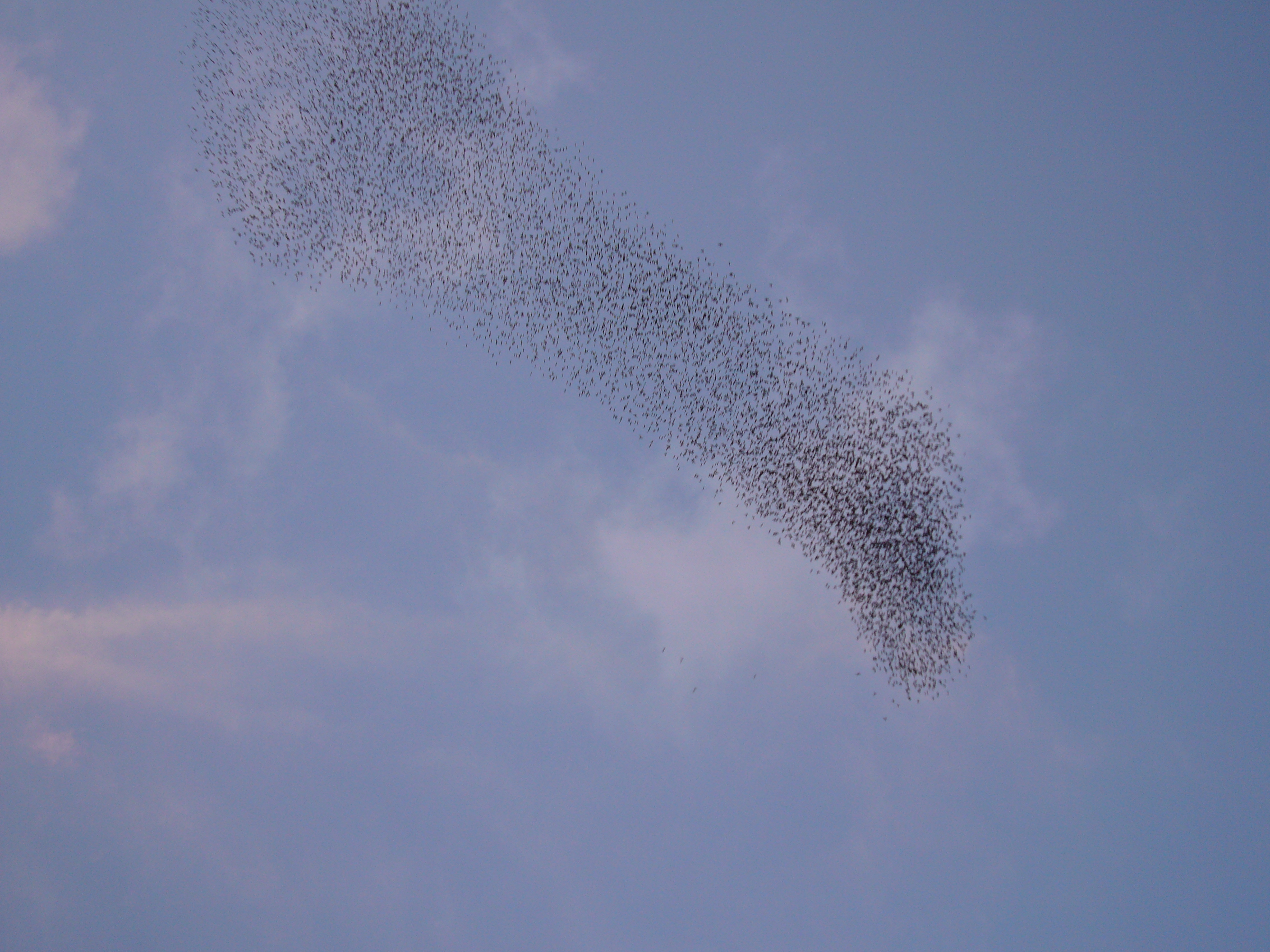
Một đàn chim sáo đá xanh. Với số lượng hơn 310 triệu con, loài này chứa cá thể ít nhất phải bằng số người ở Hoa Kỳ.

Đây là một bản tập hợp danh sách sinh vật theo quần thể của chúng. Trong khi hầu hết các con số là theo ước tính, chúng đã được các chuyên gia trong lĩnh vực của họ tiến hành. Quần thể loài là một môn khoa học thuộc phạm vi của sinh thái học quần thể và địa lý sinh học. Các cá thể được tính theo thống kê số lượng, như đã làm với chim choi choi chân vàng; sử dụng phương pháp theo tuyến, như đã làm với chim choi choi núi; và bắt đầu từ năm 2012 qua vệ tinh, với chim cánh cụt hoàng đế là đối tượng đầu tiên được tính theo phương pháp này.

## Số loài
Hơn 99% tất cả các loài (lên tới hơn 5 tỷ loài) từng sống trên Trái Đất được ước tính là đã tuyệt chủng. Những phép ước tính về số lượng loài hiện có trên Trái Đất nằm trong khoảng từ 10 triệu đến 14 triệu, trong đó có khoảng 1,2 triệu loài đã được ghi nhận và hơn 86% chưa được mô tả. Theo một nghiên cứu khác, số lượng loài được mô tả ước tính là 1.899.587. Giai đoạn 2000–2009 chứng kiến khoảng 17.000 loài được mô tả mỗi năm. Tổng số sinh vật chưa được mô tả vẫn không rõ, nhưng chỉ tính riêng các loài vi sinh vật biển có thể lên tới 20.000.000. Vì thế nên số lượng loài đếm được sẽ luôn tụt lại so với số lượng loài được mô tả và những loài có trong các danh sách này có xu hướng nằm ở phía K của chuỗi chọn lọc r/K. Gần nhất vào tháng 5 năm 2016, giới khoa học báo cáo rằng ước tính có 1 nghìn tỷ loài trên Trái đất hiện nay với chỉ một phần nghìn trên một phần trăm được mô tả. Tổng số cặp base DNA có liên quan trên Trái đất được ước tính là 5,0 x 1037 và nặng 50 tỷ tấn. Để so sánh, tổng sinh khối của sinh quyển được ước tính lên tới 4 TtC (nghìn tỷ [triệu triệu] tấn carbon). Vào tháng 7 năm 2016, các nhà khoa học cho biết đã xác định được một bộ gồm 355 gen từ Tổ tiên chung phổ quát cuối cùng (LUCA) của tất cả sinh vật sống trên Trái Đất.

## Theo vực
Vực của sinh vật nhân chuẩn đại diện cho một số lượng nhỏ sinh vật; tuy nhiên, do kích thước nhìn chung lớn hơn nhiều, sinh khối toàn cầu chung của chúng được ước tính bằng với sinh vật nhân sơ. Số lượng sinh vật nhân sơ khoảng 4–6×1030 tế bào và 350–550 Pg của C.

## Vi khuẩn
Người ta ước tính rằng số vi khuẩn nhiều nhất thuộc loài Pelagibacterales (hoặc SAR11), có lẽ là Pelagibacter ubique, và số virus nhiều nhất là thể thực khuẩn lây nhiễm cho các loài này. Người ta ước tính rằng các đại dương chứa khoảng 2,4×1028 tế bào SAR11. Nghiên cứu Deep Carbon Observatory đang khám phá các dạng sống bên trong Trái Đất. "Sự sống sâu trong Trái Đất có tổng cộng từ 15 đến 23 tỷ tấn carbon".

## Giới động vật

### Động vật có xương sống

#### Động vật có vú (Mammalia)
- Động vật có vú theo quần thể
  - Bộ Guốc chẵn
  - Bộ Ăn thịt
  - Bộ Cá voi (cetaceans)
  - Bộ Dơi
  - Bộ Guốc lẻ
  - Bộ Linh trưởng
  - Bộ Voi
  - Bộ Thú có túi

#### Chim (Aves)
- Chim theo quần thể
  - Bộ Ngỗng
  - Bộ Yến
  - Bộ Cú muỗi
  - Bộ Choi choi
  - Bộ Hạc
  - Bộ Bồ câu
  - Bộ Sả
  - Bộ Cu cu
  - Bộ Cắt
  - Bộ Gà
    - Gà nhà (Gallus gallus localus), thuộc bộ Gà, có quần thể ước tính khoảng 25,8 tỷ con (tính đến 2021),[21] cao hơn bất kỳ loài chim nào khác.[22]

  - Bộ Chim lặn Gavia
  - Bộ Sếu
  - Bộ Sẻ
  - Bộ Bồ nông
  - Bộ Hồng hạc
  - Bộ Gõ kiến
  - Bộ Chim lặn
  - Bộ Hải âu
  - Bộ Vẹt
  - Bộ Cánh cụt
  - Bộ Cú
  - Bộ Đà điểu
  - Bộ Gà-Đà điểu
  - Bộ Nuốc

#### Bò sát (Reptilia)
| Động vật        | Quần thể    | Ghi chú |
| --------------- | ----------- | --- |
| Cá sấu Dương Tử | 100–200     | Chỉ có trong tự nhiên. Cá sấu Dương Tử sinh sôi khá tốt trong điều kiện nuôi nhốt, với ước tính tổng quần thể nuôi nhốt là hơn 10.000 con, chủ yếu ở Trung tâm nghiên cứu sinh sản cá sấu Dương Tử ở An Huy và Madras Crocodile Bank. |
| Rồng Komodo     | 4.000–5.000 | Quần thể của chúng chỉ giới hạn ở các đảo Gili Motang (100), Gili Dasami (100), Rinca (1.300), Komodo (1.700) và Flores (khoảng 2.000). Tuy nhiên, có những lo ngại rằng hiện tại có thể chỉ có 350 con cái nhân giống.               |

#### Cá (Osteichthyes, Chondrichthyes và Agnatha)
Ước tính có khoảng 3,5 nghìn tỷ con cá trong đại dương.

### Lớp Sáu chân

#### Côn trùng (Insecta)

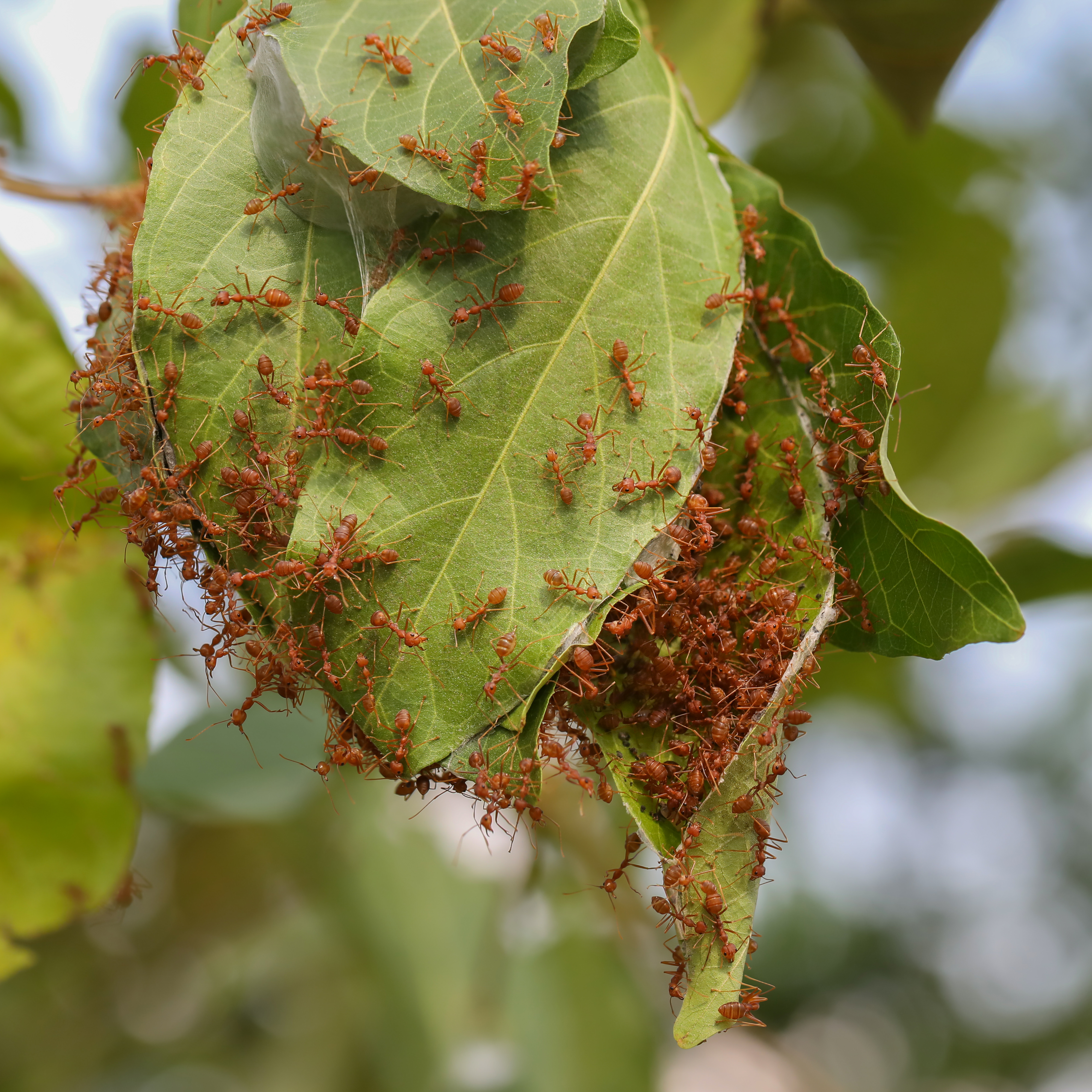
Tổ kiến

Những số liệu gần đây chỉ ra rằng có hơn 1,4 tỷ côn trùng với mỗi đầu người trên hành tinh, hay khoảng 1019 cá thể côn trùng sống trên Trái Đất vào bất kỳ thời điểm nào. Một bài báo trên tờ The New York Times cho biết thế giới chứa 300 pound côn trùng với mỗi pound người. Kiến đã xâm lấn hầu hết mọi vùng đất trên Trái Đất. Quần thể của chúng được ước tính là từ 1016 –1017. Ước tính có khoảng 20 triệu triệu con kiến, sinh khối của chúng lên tới 12 triệu tấn carbon khô, tức nhiều hơn tất cả các loài chim và động vật có vú hoang dã cộng lại.

## Thực vật

### Cây gỗ
Theo số liệu của NASA vào năm 2005, đã có hơn 400 tỷ cây gỗ trên địa cầu của chúng ta. Tuy nhiên, gần đây hơn là vào năm 2015, bằng cách sử dụng các phương pháp tốt hơn, số lượng cây gỗ toàn cầu đã được ước tính là 3 nghìn tỷ. Những nghiên cứu khác cho thấy chỉ riêng rừng Amazon đã mang lại khoảng 430 tỷ cây. Các phép ngoại suy từ dữ liệu tổng hợp trong khoảng thời gian 10 năm cho thấy Amazonia, tức tính cả Lưu vực sông Amazon và Khiên Guiana, có khoảng 390 tỷ cá thể cây gỗ.